# Hieracium hjeltii
Hieracium hjeltii es una especie de planta con flor del género Hieracium, de la familia Asteraceae, orden Asterales.

## Distribución
Hieracium hjeltii se distribuye por Noruega, Inglaterra, Suecia, Finlandia, Estonia, Letonia, Bielorrusia y Rusia.

## Taxonomía
Fue descrita científicamente por Norrl.
Tratamiento taxonómico
La especie aparece registrada y publicada en T.Saelan, A.O.Kihlman & H.Hjelt, Herb. Mus. Fenn., ed. 2, Pl. Vasc.